# Ramstore

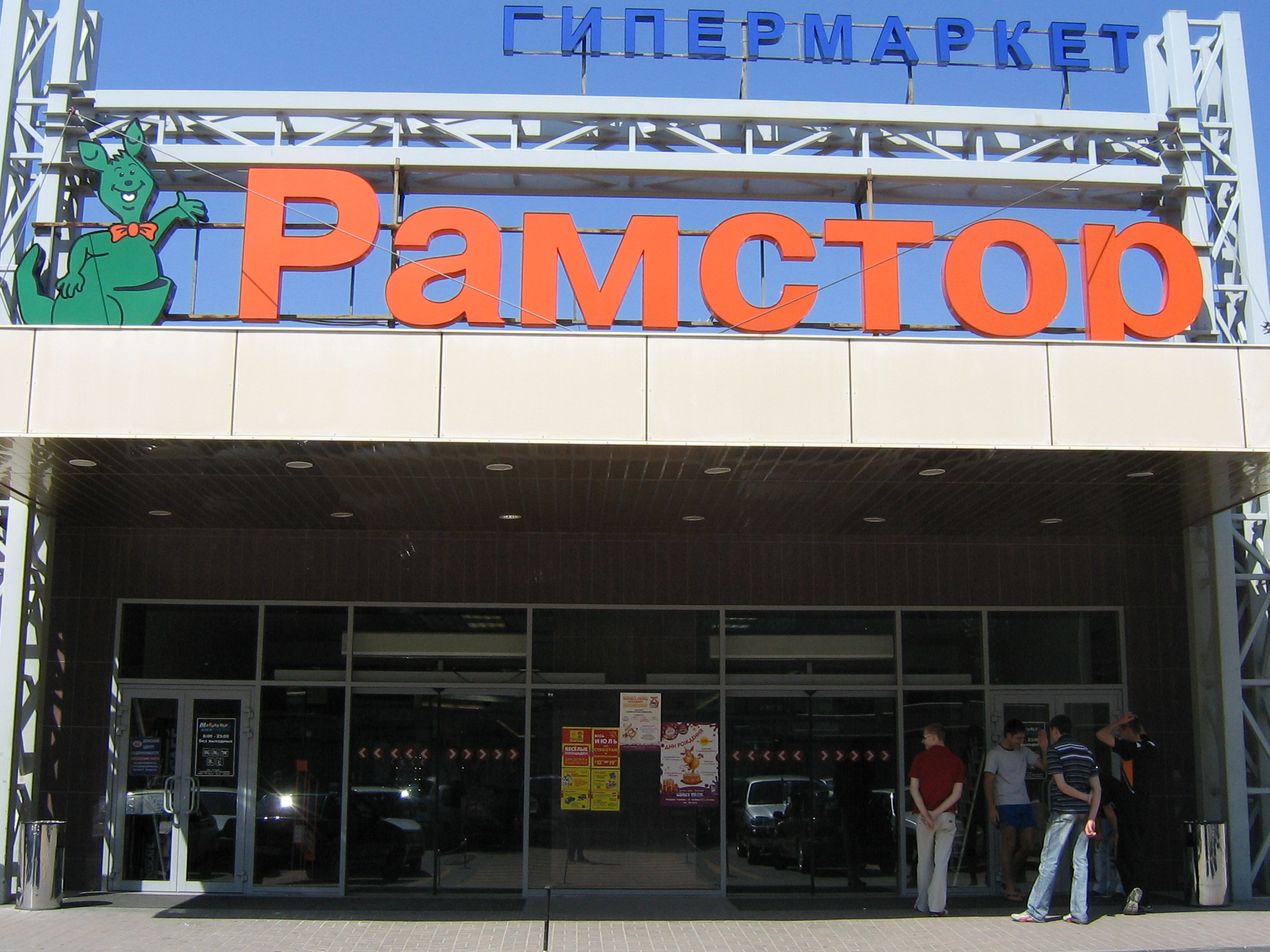
Ramstore-Laden

Ramstore (russisch Рамстор) ist eine internationale Lebensmittelkette.

## In Russland
Die Lebensmittelkette wurde in Russland bis zu ihrem Verkauf 2010 von dem Unternehmen Ramenka betrieben, das 1997 als Joint Venture der Migros Türk mit dem Bauunternehmen Enka gegründet wurde. Im September 2007 verkaufte Migros Türk seinen Anteil für 542,5 Mio. USD an Enka, so dass nun Enka alleiniger Eigentümer der Kette in Russland war.
Zuletzt existierten in Russland über 70 Ramstore-Märkte.

## In weiteren Ländern
Die 20 Ramstore-Läden (2009) in Kasachstan, Aserbaidschan, Mazedonien und Kirgisistan gehören der Migros Türk.

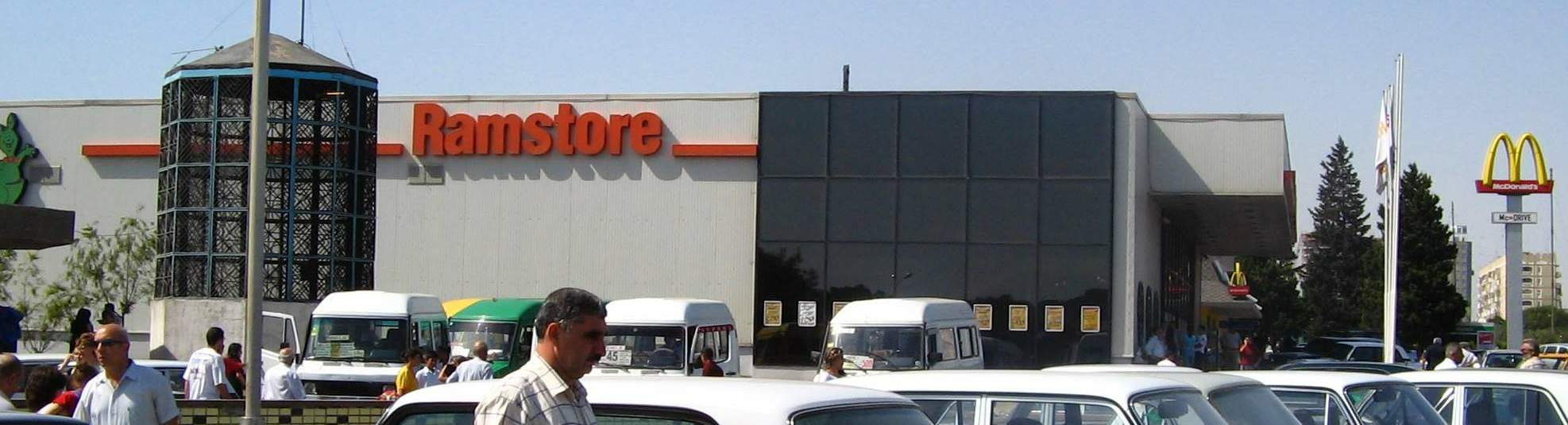
Ramstore Supermarket in Baku, Aserbaidschan